# Renus
Renus Corporation ist ein iranischer Hersteller von Kraftfahrzeugen.

## Unternehmensgeschichte
Das Unternehmen wurde 1955 in Teheran gegründet. Es stellt Feuerwehrfahrzeuge her. Zwischen 2001 und 2009 entstanden auch Personenkraftwagen. Der Markenname lautete Renus.

## Pkw
Das einzige Modell Anna H 4 wurde erstmals 2001 auf der Teheran Motor Show präsentiert. Es war ein Sportwagen, der sowohl offen als auch mit Hardtop erhältlich war. Die Lizenz kam von Quantum Sports Cars. Zur Wahl standen verschiedene Motoren von Ford mit 1600 cm³ über 1800 cm³ bis 2000 cm³ Hubraum und 78 bis 97 kW.